# Стоу-Прери (тауншип, Миннесота)
Стоу-Прери (англ. Stowe Prairie) — тауншип в округе Тодд, Миннесота, США. На 2000 год его население составило 529 человек.

## География
По данным Бюро переписи населения США площадь тауншипа составляет 87,7 км², из которых 87,6 км² занимает суша, а 0,2 км² — вода (0,18 %).

## Демография
По данным переписи населения 2000 года здесь находились 529 человек, 178 домохозяйств и 139 семей.  Плотность населения —  6,0 чел./км².  На территории тауншипа расположена 191 постройка со средней плотностью 2,2 построек на один квадратный километр. Расовый состав населения: 98,30 % белых, 0,19 % коренных американцев, 0,19 % азиатов и 1,32 % приходится на две или более других рас. Испанцы или латиноамериканцы любой расы составляли 0,38 % от популяции тауншипа.
Из 178 домохозяйств в 41,6 % воспитывались дети до 18 лет, в 66,9 % проживали супружеские пары, в 6,7 % проживали незамужние женщины и в 21,9 % домохозяйств проживали несемейные люди. 18,0 % домохозяйств состояли из одного человека, при том 7,9 % из — одиноких пожилых людей старше 65 лет. Средний размер домохозяйства — 2,97, а семьи — 3,37 человека.
32,3 % населения — младше 18 лет, 8,9 % — в возрасте от 18 до 24 лет, 25,9 % — от 25 до 44, 23,6 % — от 45 до 64, и 9,3 % — старше 65 лет. Средний возраст — 35 лет. На каждые 100 женщин приходилось 101,9 мужчин.  На каждые 100 женщин старше 18 приходилось 104,6 мужчин.
Средний годовой доход домохозяйства составлял 35 750 долларов, а средний годовой доход семьи —  38 889 долларов. Средний доход мужчин —  27 054  доллара, в то время как у женщин — 21 917. Доход на душу населения составил 12 229 долларов. За чертой бедности находились 8,3 % семей и 9,6 % всего населения тауншипа, из которых 25,6 % старше 65 лет.